# Giannis Antetokounmpo

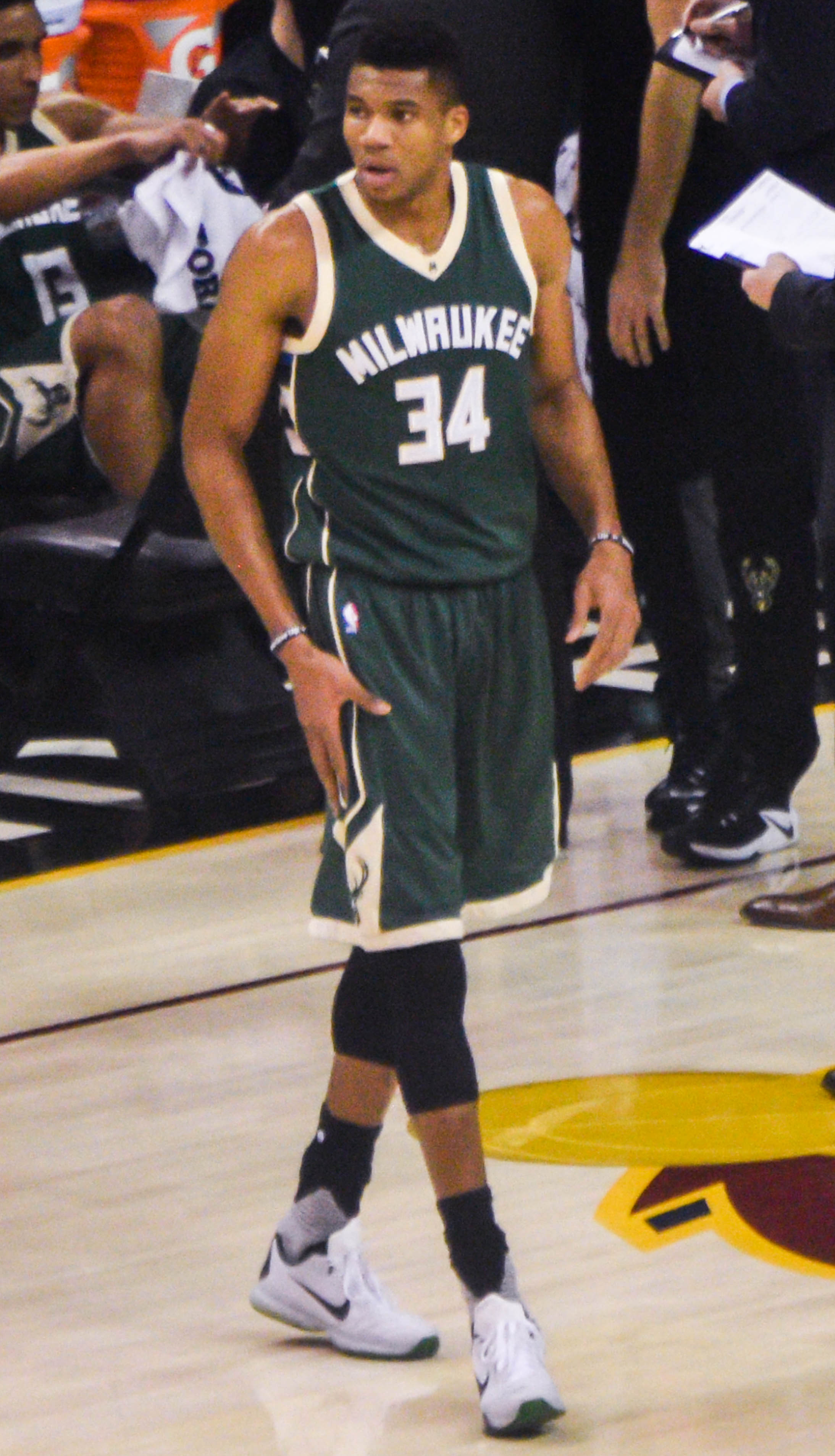
Giannis Antetokounmpo, 2016.

Giannis Antetokounmpo (grekiska: Γιάννης Αντετοκούνμπο), född 6 december 1994 i Aten, är en grekisk-nigeriansk basketspelare (Power forward/Center). Han spelar sedan NBA-debuten 2013 för laget Milwaukee Bucks. Tack vare sitt ursprung och sin skicklighet har han fått smeknamnet "The Greek Freak". Antetokounmpo anses av många vara en av de bästa europeiska basketspelarna genom tiderna.

## Bakgrund
Antetokounmpos föräldrar emigrerade från Lagos i Nigeria till Grekland. Han växte upp i stadsdelen Sepolia i Aten, men tilläts inte grekiskt medborgarskap och hade inte heller nigerianskt medborgarskap. Han levde därmed som statslös fram till 18 års ålder, trots att han under hela uppväxten levde i Grekland.
Antetokounmpo representerade Grekland för första gången i juli 2013 i U20-landslaget i FIBA Europe under 20 mästerskapet.
Han är bror till Thanasis Antetokounmpo.

## NBA-karriär
Antetokounmpo fick sitt stora genombrott i NBA säsongen 2016/2017, då han blev den förste i NBA:s historia att placera sig bland de 20 främsta inom samtliga av de fem stora statistikkategorierna. Hans snitt per match var 22,9 poäng; 8,8 returer; 5,4 assist; 1,6 bollstölder och 1,9 blockeringar. Han tilldelades NBA Most Improved Player Award vid summeringen av säsongen.
Efter NBA-säsongen 2018/2019 tilldelades han ligans mest prestigefulla individuella pris, NBA Most Valuable Player Award. Övriga nominerade var Paul George och James Harden. Året därpå tilldelades Antetokounmpo återigen NBA Most Valuable Player Award, vilket innebar att han blev den tolfte spelaren någonsin i NBA:s historia att vinna priset två säsonger i rad. Han vann även NBA Defensive Player of the Year samma säsong vilket är en bedrift som endast Michael Jordan och Hakeem Olajuwon har lyckats med tidigare.

## Priser och utmärkelser
- NBA-mästare: 2021
- NBA Finals MVP: 2021
- 2× NBA Most Valuable Player: 2019, 2020
- NBA Defensive Player of the Year: 2020
- 7× NBA All-Star: 2017, 2018, 2019, 2020, 2021, 2022, 2023
- NBA All-Star Game MVP: 2021
- NBA Most Improved Player: 2017
- 6× All-NBA Selection:
  - All-NBA First Team: 2019, 2020, 2021, 2022
  - All-NBA Second Team: 2017, 2018
- 5× All-Defensive Selection:
  - NBA All-Defensive First Team: 2019, 2020, 2021, 2022
  - NBA All-Defensive Second Team: 2017
- NBA All-Rookie Second Team: 2014
- NBA 75th Anniversary Team: 2021
- EuroBasket Top Scorer: 2022
- EuroBasket All-Tournament Team: 2022
- Euroscar European Player of the Year: 2018
- Time 100: 2021
- Best Male Athlete ESPY Award: 2019

## Lag
- Filathlitikos BC (2012–2013)
- Milwaukee Bucks (2013–)